# Jean-Christophe Yoccoz
Jean-Christophe Yoccoz (29 tháng 5 năm 1957 – 3 tháng 9 năm 2016) là một nhà toán học người Pháp. Ông được trao huy chương Fields năm 1994 nhờ những nghiên cứu của mình về các hệ động lực.

## Tiểu sử
Yoccoz từng đoạt huy chương vàng trong cuộc thi IMO. Ông tốt nghiệp trường École Normale Supérieure với tấm bằng Agrégation de Mathématiques năm 1977. Sau khi hoàn thành nghĩa vụ quân sự ở Brasil, ông hoàn thành luận án tiến sĩ dưới sự hướng dẫn của Michael Herman năm 1985 tại trường École Polytechnique. Sau đó ông được mời về làm việc tại đại học Paris-Sud 11 và được trao Huy chương Fields tại Hội nghị Toán học Quốc tế tổ chức tại Zurich năm 1994.